# Émile Lejeune (labdarúgó)
Émile Lejeune (Warsage, 1938. február 17. – 2024. december 28.) válogatott belga labdarúgó, hátvéd.

## Pályafutása

### Klubcsapatban
1959 és 1971 között az RFC Liège labdarúgója volt.

### A válogatottban
1960 és 1962 között tíz alkalommal szerepelt a belga válogatottban.

## Statisztika

### Mérkőzései a belga válogatottban
| Belgium | Belgium            | Belgium                          | Belgium       | Belgium  | Belgium       | Belgium      | Belgium | Belgium |
| #       | Dátum              | Helyszín                         | Hazai         | Eredmény | Vendég        | Kiírás       | Gólok   | Esemény |
| ------- | ------------------ | -------------------------------- | ------------- | -------- | ------------- | ------------ | ------- | ------- |
| 1.      | 1960. október 30.  | Brüsszel, Heysel-stadion         | Belgium       | 2 – 1    | Magyarország  | barátságos   | -       |         |
| 2.      | 1960. november 20. | Brüsszel, Heysel-stadion         | Belgium       | 2 – 4    | Svájc         | vb-selejtező | -       |         |
| 3.      | 1961. március 8.   | Frankfurt, Waldstadion           | NSZK          | 1 – 0    | Belgium       | barátságos   | -       |         |
| 4.      | 1961. március 15.  | Párizs, Parc des Princes         | Franciaország | 1 – 1    | Belgium       | barátságos   | -       |         |
| 5.      | 1961. március 22.  | Rotterdam, Feijenoord Stadion    | Hollandia     | 6 – 2    | Belgium       | barátságos   | -       |         |
| 6.      | 1961. május 20.    | Lausanne, Olimpiai Stadion       | Svájc         | 2 – 1    | Belgium       | vb-selejtező | -       |         |
| 7.      | 1961. október 18.  | Brüsszel, Heysel-stadion         | Belgium       | 3 – 0    | Franciaország | barátságos   | -       |         |
| 8.      | 1962. május 13.    | Brüsszel, Heysel-stadion         | Belgium       | 1 – 3    | Olaszország   | barátságos   | -       |         |
| 9.      | 1962. május 17.    | Lisszabon, Estádio José Alvalade | Portugália    | 1 – 2    | Belgium       | barátságos   | -       |         |
| 10.     | 1962. május 23.    | Varsó, Stadion Dziesięciolecia   | Lengyelország | 2 – 0    | Belgium       | barátságos   | -       |         |
|         | Összesen           |                                  |               | 10       | mérkőzés      |              | 0       | gól     |